# Theillay
Theillay ist eine französische Gemeinde mit 1.252 Einwohnern (Stand: 1. Januar 2022) im Département Loir-et-Cher in der Region Centre-Val de Loire; sie gehört zum Arrondissement Romorantin-Lanthenay und zum Kanton Selles-sur-Cher.

## Geographie
Die Gemeinde Theillay liegt an der Grenze zum Département Cher, zehn Kilometer nördlich der Innenstadt von Vierzon und etwa 37 Kilometer nordwestlich von Bourges am Fluss Rère, in den hier die Sange mündet. Umgeben wird Theillay von den Nachbargemeinden Salbris im Norden, Nançay im Nordosten und Osten, Orçay im Osten, Vierzon und Méry-sur-Cher im Süden, Châtres-sur-Cher im Westen sowie La Ferté-Imbault im Nordwesten. Im Gemeindegebiet liegt das Autobahndreieck der Autoroute A71 mit der der Autoroute A85. Theillay hat einen Bahnhalt an der Bahnstrecke Les Aubrais-Orléans–Montauban-Ville-Bourbon.

## Geschichte
Am 16. Juli 1918 entgleiste zwischen Theillay und Vierzon ein Reisezug der Chemin de fer de Paris à Orléans. 22 Menschen starben, 76 wurden darüber hinaus verletzt.

### Bevölkerungsentwicklung
| Jahr                       | 1962 | 1968 | 1975 | 1982 | 1990 | 1999 | 2006 | 2017 |
| Einwohner                  | 1332 | 1288 | 1198 | 1245 | 1354 | 1293 | 1267 | 1260 |
| Quellen: Cassini und INSEE |      |      |      |      |      |      |      |      |

## Sehenswürdigkeiten

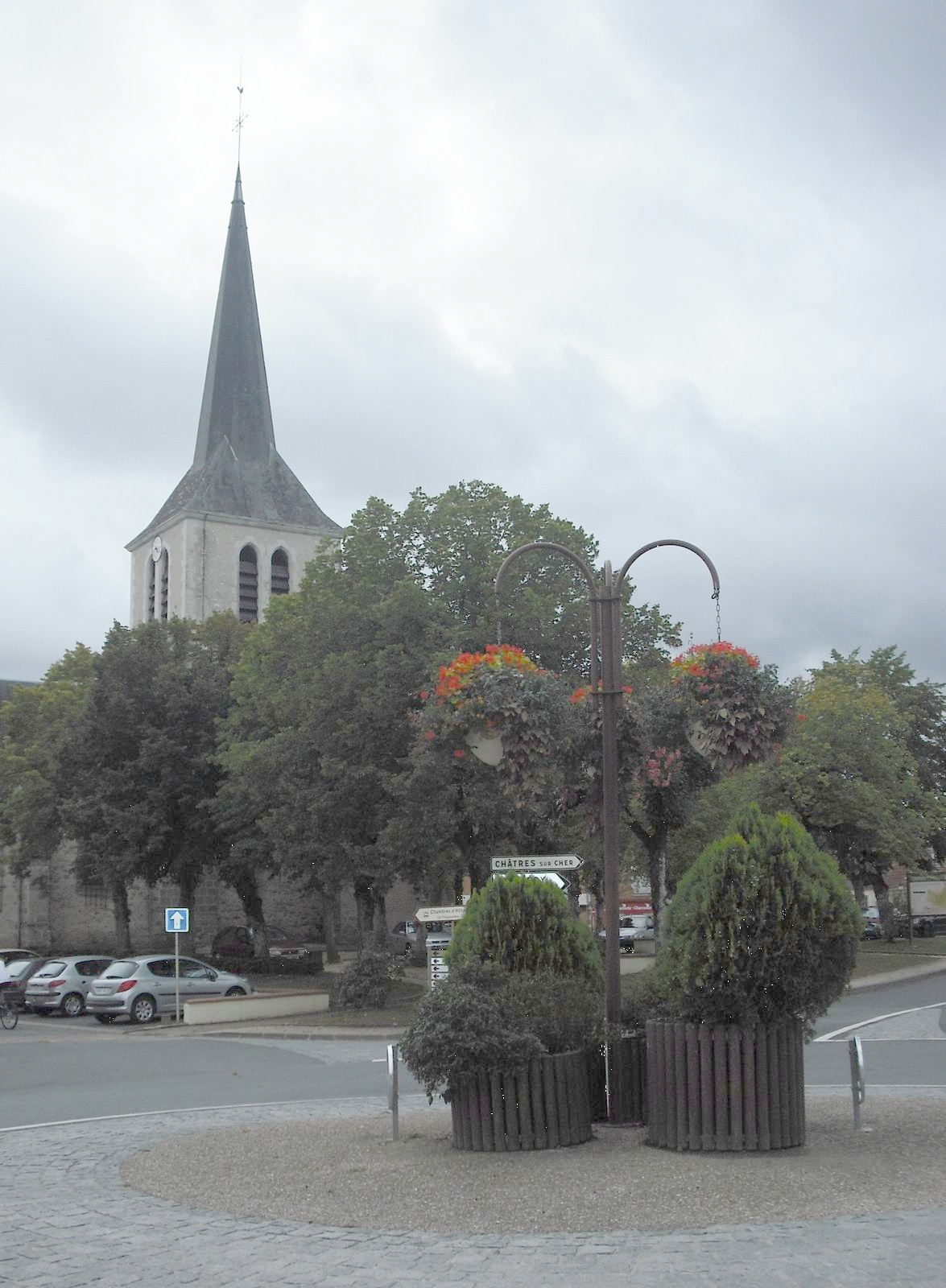
Kirche Saint-Sulpice
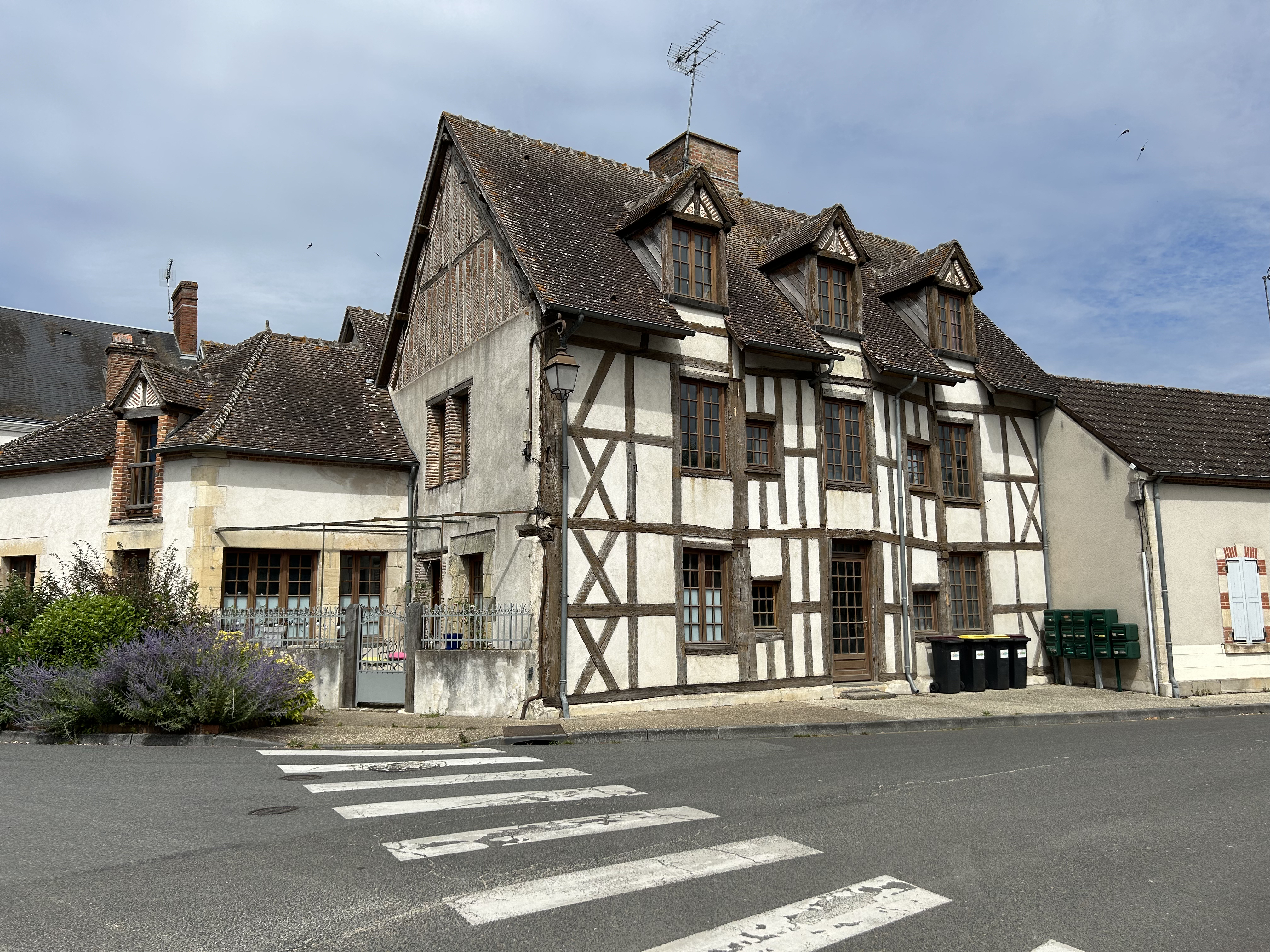
Fachwerkhaus in Theillay
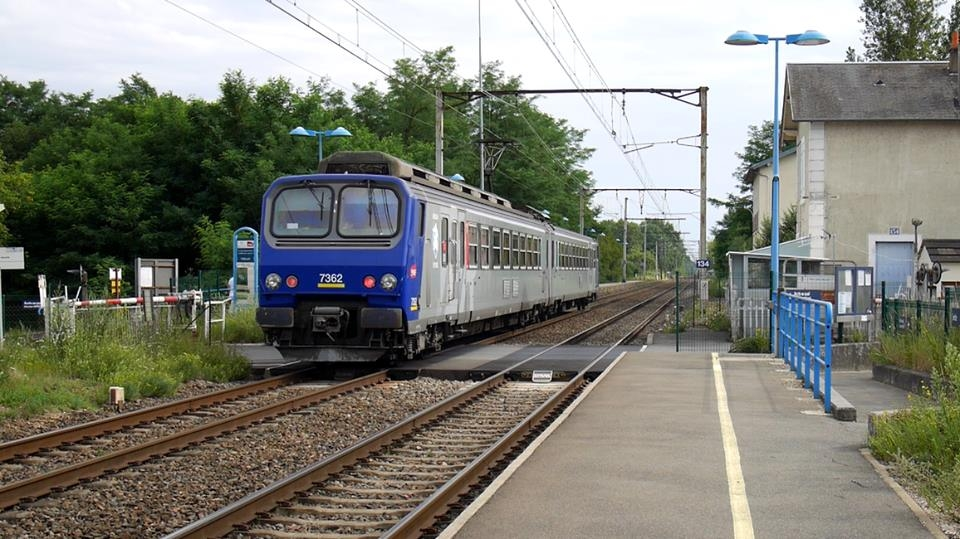
Bahnhof

- Schloss Rère aus dem 14. Jahrhundert
- Schloss La Frégeolière aus dem 17. Jahrhundert
- Schloss Les Ygonnières
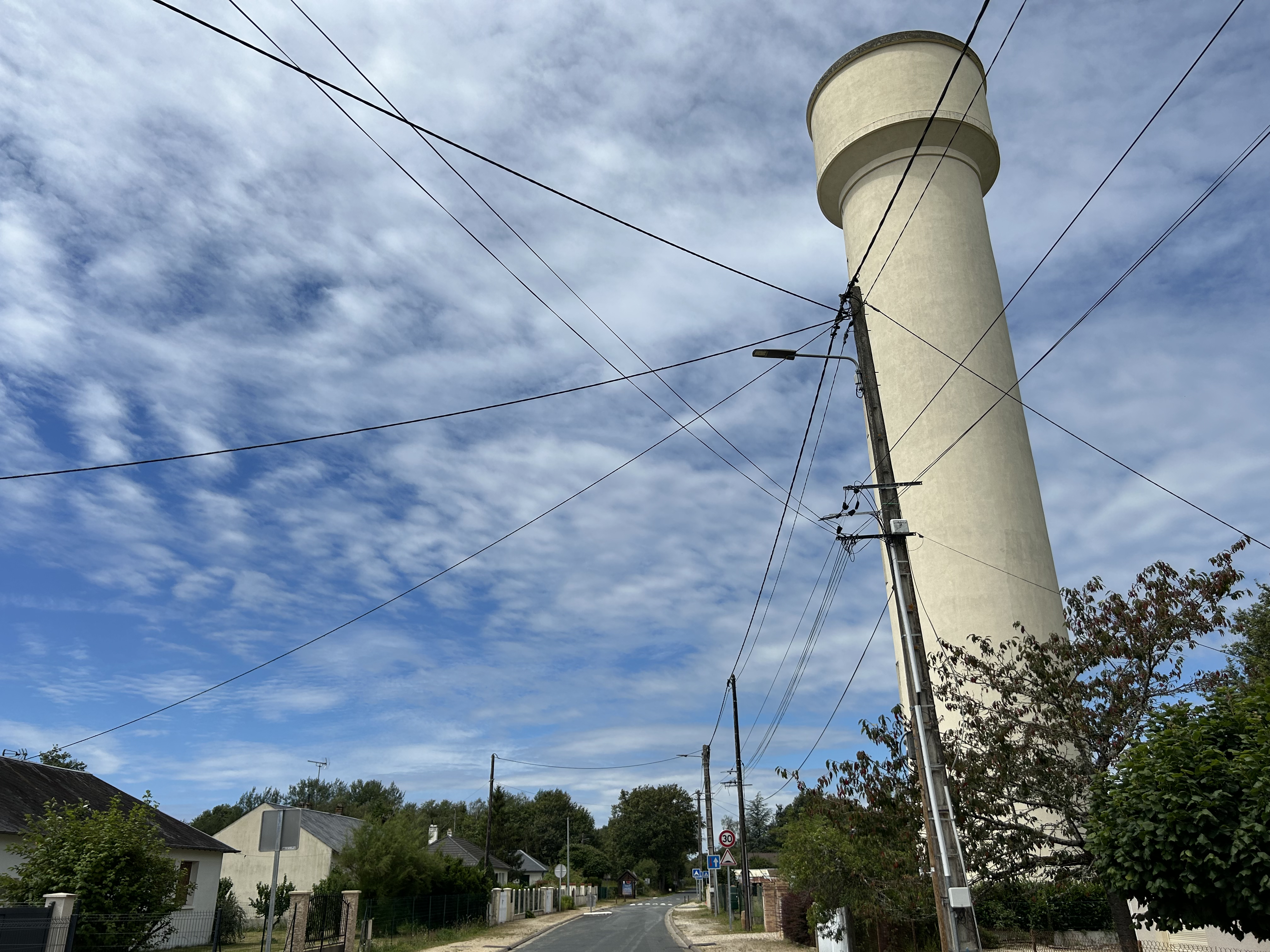
Wasserturm

- Kirche Saint-Sulpice
- Fachwerkhaus in Theillay
- Bahnhof
- Wasserturm